# Harrod, Ohio
Harrod är en by (village) i Allen County i Ohio. Vid 2010 års folkräkning hade Harrod 417 invånare.